# ژوناتان کوئفیک
ژوناتان کوئفیک (فرانسوی: Jonathan Coeffic‎؛ زادهٔ ۱ ژوئن ۱۹۸۱) قایقران روئینگ اهل فرانسه بود.